# Hikawa Maru
Die Hikawa Maru (jap. 氷川丸) ist ein japanisches Linienschiff für Passagiere und Fracht, das in der Werft von Yokohama für Nippon Yūsen gebaut wurde. Der Stapellauf fand am 30. September 1929 statt. Am 13. Mai 1930 lief die Hikawa Maru zu ihrer Jungfernfahrt von Kōbe nach Seattle aus. Sie ist eines von drei Schwesterschiffen, die nach wichtigen Shintō-Schreinen benannt wurden. Der Hikawa-Schrein liegt in Saitama. Die anderen Schwesterschiffe Heian Maru und Hie Maru wurden im Zweiten Weltkrieg zerstört.

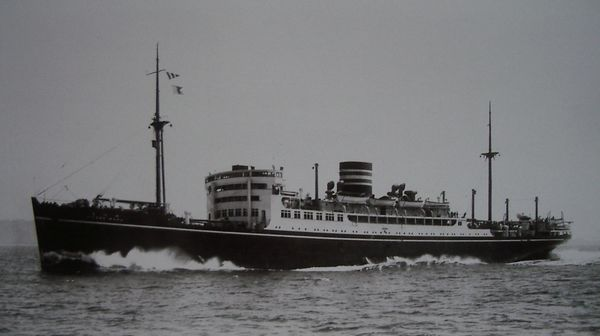
Die Hikawa Maru im Jahr 1930

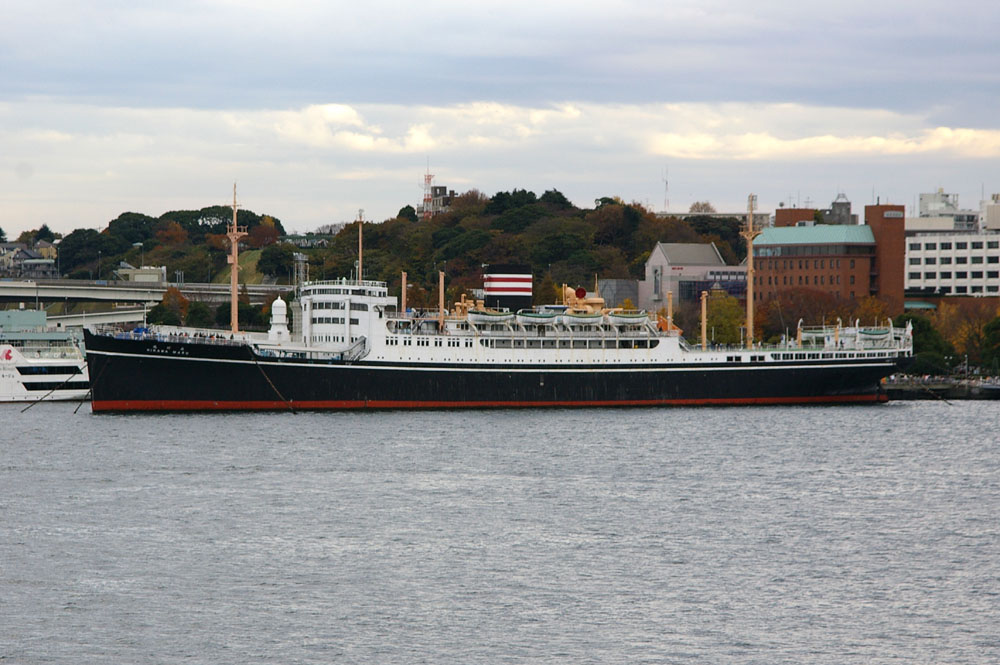
Das Schiff im Jahr 2006

Die Hikawa Maru war bekannt für die hohe Qualität der Bordküche und ihre Ausstattung im Art-déco-Stil. Zu den bekanntesten Passagieren, die mit ihr gereist sind, gehörten Charlie Chaplin und Kanō Jigorō, der Begründer der Kampfsportart Judo. Letzterer verstarb am 4. Mai 1938 an Bord auf der Heimreise nach Japan.  Vor dem Eintritt Japans in den Zweiten Weltkrieg reisten jüdische Flüchtlinge mit der Hikawa Maru auf der Flucht vor der nationalsozialistischen Verfolgung via Japan nach Kanada und in die USA.
Nach Japans Kriegseintritt wurde die Hikawa Maru als Hospitalschiff eingesetzt, was dazu führte, dass sie die alliierten Angriffe auf die japanische Handelsflotte überstand. Nach Kriegsende wurde sie von den USA bis 1947 für Truppentransporte verwendet. Danach wurde die Hikawa Maru an Japan zurückgegeben und beförderte Fracht zwischen Japan und den USA. 1954 wurde sie außer Dienst gestellt, danach jedoch nach einem Umbau wieder als Passagierschiff auf der Route über den Pazifik eingesetzt. Rückläufige Passagierzahlen aufgrund des zunehmenden Flugverkehrs führten 1960 schließlich zur Einstellung des Liniendienstes. 1961 machte die Hikawa Maru als schwimmende Jugendherberge und Museum dauerhaft in Yokohama fest. Als das Museum im Dezember 2006 geschlossen wurde, war die Zukunft der Hikawa Maru unsicher. Jedoch begann im August 2007 eine Renovierung durch Nippon Yūsen und am 25. April 2008 wurde das Schiff wieder der Öffentlichkeit zugänglich gemacht. Zugleich wurde die Hikawa Maru in NYK Hikawamaru umbenannt, der Name am Schiff blieb dabei aber unverändert.